# Eschweilera panamensis
Eschweilera panamensis är en tvåhjärtbladig växtart som beskrevs av Henri François Pittier. Eschweilera panamensis ingår i släktet Eschweilera och familjen Lecythidaceae. Inga underarter finns listade i Catalogue of Life.